# Montipora edwardsi
Espèce
Statut CITES
Montipora edwardsi est une espèce de coraux appartenant à la famille des Acroporidae.